# Eugène Charles Catalan
Eugène Charles Catalan (n. 30 mai 1814 - d. 14 februarie 1894) a fost un matematician franco-belgian, specialist în teoria numerelor.
De numele său este legată o celebră conjectură, conjectura lui Catalan, pe care a formulat-o în 1844, fiind demonstrată abia în 2002 de către matematicianul român Preda Mihăilescu.
A considerat numerele de forma:
{\displaystyle T_{n}={\frac {1}{n}}\cdot C_{2n-2}^{n-1},}
care ulterior îi vor purta numele.
Aceste numere sunt întregi pentru orice {\displaystyle n\in \mathbb {N} ^{*}.}
În 1842 a descoperit că o suprafață riglată poate fi numai atunci minimală și reală, când este plană sau când este suprafață elicoidală ordinară.
În 1856 a demonstrat că dacă o spirală logaritmică se rostogolește pe o dreaptă, polul său descrie o altă dreaptă.
Catalan a întocmit un memoriu relativ la transcendentele lui Euler.
1. 1 2  Eugène Catalan, Biographie nationale de Belgique, accesat în 9 octombrie 2017
2. ↑  Eugène Charles Catalan, Baza de date Léonore, accesat în 9 octombrie 2017
3. 1 2  Eugène Charles Catalan, GeneaStar
4. 1 2 3  Autoritatea BnF, accesat în 10 octombrie 2015
5. 1 2  Éugene Charles Catalan, Brockhaus Enzyklopädie, accesat în 9 octombrie 2017
6. 1 2  www.accademiadellescienze.it, accesat în 1 decembrie 2020
7. ↑  MacTutor History of Mathematics archive, accesat în 22 august 2017
8. ↑  „Eugène Charles Catalan”, Gemeinsame Normdatei, accesat în 2 aprilie 2015
9. 1 2  Genealogia matematicienilor
10. ↑   https://books.openedition.org/cths/2661?lang=fr Lipsește sau este vid: |title= (ajutor)